# Миневанка (језеро)
Миневанка (енгл. Lake Minnewanka) је глацијално језеро смештено на источним падинама Стеновитих планина у канадској провинцији Алберта. Налази се у источном делу националног парка Банф на удаљености око 5 км североисточно од насеља Банф. Име језера потиче од народа Накота (Сијукси) и у преводу значи вода духова. 
Језеро је дугачко до 28 км, широко до 2 км са максималном дубином од 142 метра. Најдуже је језеро у канадским Стеновитим планинама, а то превасходно захваљујући брани која је изграђена на његовом западном делу за потребе производње електричне енергије. Бране су саграђене 1912. и 1941. а ова последња је подигла ниво језера за додатних 30 метара. 
Најважнија притока је река Каскада. 
Разна индијанска племена су насељавала обале језера и пре више од 10.000 година о чему сведоче бројни археолошки налази каменог оруђа. Језеро и његова околина су данас веома популарни међу туристима и рекреативцима (лов, бициклизам, планинарење, роњење, вожња кајаком). У водама језера обитава бројна популација језерске пастрмке.